# Balgarri
Balgarri is een spookdorp in de regio Goldfields-Esperance in West-Australië. 

## Geschiedenis
Ten tijde van de Europese kolonisatie leefden de Maduwongga Aborigines in de streek.
Balgarri ligt aan de rand van het Black Flag-goudveld waar sinds de jaren 1890 verscheidene goudmijnen actief zijn.
Balgarri werd in 1898 officieel gesticht. De naam is een Aborigineswoord maar de betekenis ervan is niet bekend. Oorspronkelijk stond het plaatsje bekend als 'Forty Two Mile'.
In de jaren 1990 werd vlak bij Balgarri een goudafzetting ontdekt. De 'Coco Gold Mine' werd een lange smalle put van enkele honderden meters lang.

## 21e eeuw
Balgarri maakt deel uit van het lokale bestuursgebied (LGA) City of Kalgoorlie-Boulder. Ook in de 21e eeuw wordt in de omgeving nog goud gedolven. De Bullant en Wattlebird goudmijnen van Norton Goldfields 8 kilometer ten zuiden van Balgarri waren in 2015-17 nog actief.
Het oude kerkhof van Balgarri is nog zichtbaar.

## Transport
Balgarri ligt 640 kilometer ten oostnoordoosten van de West-Australische hoofdstad Perth, 253 kilometer ten noorden van Norseman en 45 kilometer ten noordnoordwesten van het aan de Goldfields Highway gelegen Kalgoorlie, de hoofdplaats van het lokale bestuursgebied waarvan het deel uitmmaakt.

## Klimaat
Balgarri kent een warm steppeklimaat, BSh volgens de klimaatclassificatie van Köppen.